# Chilicola wygodzinskyi
Chilicola wygodzinskyi är en biart som beskrevs av Michener 2002. Chilicola wygodzinskyi ingår i släktet Chilicola och familjen korttungebin. Inga underarter finns listade i Catalogue of Life.